# Lagos Hidden
Los lagos Hidden  son un par de  lagos glaciares situados en las montañas Ruby, en el condado de Elko, en el noreste de Nevada, Estados Unidos. Se encuentra en la cabecera del Soldier Canyon, a una altitud de 2898 metros sobre el nivel del mar. Tienen una superficie de 3,6 hectáreas y una profundidad máxima de 9,7 metros.  
Los lagos Hidden  son dos de las muchas fuentes de Soldier Creek, que fluye desde el lado oriental de las montañas Ruby a través de Soldier Canyon, sale de las montañas hacia el oeste en el valle de Lamoille, y luego se fusiona con la rama principal del río Humboldt. 